# Kollerup Sogn (Vejle Kommune)
 For alternative betydninger, se Kollerup Sogn. (Se også artikler, som begynder med Kollerup Sogn)
Kollerup Sogn er et sogn i Vejle Provsti (Haderslev Stift).
I 1800-tallet var Vindelev Sogn anneks til Kollerup Sogn. Til trods for at Kollerup hørte til Tørrild Herred og Vindelev hørte til Nørvang Herred – begge i Vejle Amt – var de tilsammen en sognekommune. Ved kommunalreformen i 1970 blev Kollerup-Vindelev sognekommune indlemmet i Jelling Kommune, der ved strukturreformen i 2007 indgik i Vejle Kommune. 
I Kollerup Sogn ligger Kollerup Kirke.
I sognet findes følgende autoriserede stednavne:
- Brandbjerg (bebyggelse, ejerlav)
- Hygum (bebyggelse, ejerlav)
- Kollerup (bebyggelse, ejerlav)
- Lureby (bebyggelse, ejerlav)
- Saksmose Huse (bebyggelse)
- Skovgårdshuse (bebyggelse)